# Thomas Francis Pritchard
Pour les articles homonymes, voir Pritchard.
Thomas Francis Pritchard, né le 18 juin 1904 à Wellington (Angleterre), est un footballeur écossais évoluant au poste de milieu de terrain.